# Dymasius mandibularis
Dymasius mandibularis là một loài bọ cánh cứng trong họ Cerambycidae.